# Marc Melin
Marc Melin (Amay, 2 maart 1965) is een voormalig Belgisch lid van het Waals Parlement.

## Levensloop
Melin werd als ambtenaar werkzaam voor het Waals Gewest. In oktober 1988 werd hij voor de Parti Socialiste verkozen tot gemeenteraadslid van Villers-le-Bouillet. Nadat de partij er bij de gemeenteraadsverkiezingen van 1994 de absolute meerderheid behaalde, werd hij in januari 1995 op 29-jarige leeftijd burgemeester van de gemeente. Hiermee was hij toen een van de jongste burgemeesters van Wallonië.
Van 1995 tot 1999 zetelde hij namens het arrondissement Hoei-Borgworm in het Waals Parlement en in het Parlement van de Franse Gemeenschap ter opvolging van Waals minister Robert Collignon. Bij de verkiezingen van 1999 was hij kandidaat voor de Kamer van volksvertegenwoordigers, maar werd niet verkozen. Nadat de PS bij de gemeenteraadsverkiezingen van 2000 haar absolute meerderheid in Villers-le-Bouillet verloor en in de oppositie belandde, eindigde ook zijn burgemeesterschap. Toen de PS in 2006 onder Christine Collignon, de dochter van Robert Collignon, er opnieuw in de bestuursmeerderheid kwam, werd hij schepen van Villers-le-Bouillet en bleef dit tot in oktober 2012. Vanaf 2012 was Melin enkel nog gemeenteraadslid van de gemeente. Bij de verkiezingen van 2018 werd hij niet herkozen als gemeenteraadslid.